# 분리 인간
《분리 인간》(영어: Body Parts)은 미국에서 제작된 에릭 레드 감독의 1991년 SF 신체 공포 영화이다. 제프 페이히 등이  출연하였고, 프랭크 맨쿠소 주니어 등이 제작에 참여하였다.

## 출연
- 제프 페이히
- 브래드 도리프
- 킴 딜레이니
- 린지 덩컨
- 폴 벤빅터
- 피터 머닉
- 너새니얼 모로
- 피터 맥닐
- 린지 메리슈
- 세라 캠벨

## 기타 제작진
- 배역: 도리 주커먼
- 미술: 빌 브로디
- 의상: 린다 켐프